# I Liceum Ogólnokształcące im. Cypriana Kamila Norwida w Bydgoszczy
I Liceum Ogólnokształcące im. Cypriana Kamila Norwida w Bydgoszczy, najstarsze liceum ogólnokształcące w Bydgoszczy, położone przy pl. Wolności 9.
I Liceum Ogólnokształcące jest jedną z najstarszych szkół w regionie, której początki sięgają roku 1619, kiedy to jezuici, którzy przybyli do Bydgoszczy około roku 1616 lub 1617 i utworzyli rezydencję, założyli szkołę. Rozbieżności wśród historyków dotyczą organizacji placówki: część badaczy podaje, że miała ona tylko dwie najmłodsze klasy tj. infimę i gramatykę, a według innych w 1619 r. jezuici założyli i w Bydgoszczy 4-klasowe gimnazjum z klasami od infimy do poetyki, a w 1622 r. dodano retorykę.
W latach 1949–1992 patronem szkoły był Ludwik Waryński.
Od 1996 przy liceum działa chór Primo – najbardziej utytułowany z działających w Bydgoszczy szkolnych chórów amatorskich. Od 2012 dyrektorem szkoły jest Mariola Mańkowska.

## Dyrektorzy po II wojnie światowej
- Czesław Zgodziński (4 marca 1945 – 30 listopada 1948)
- Ludwik Kosiński (1 grudnia 1948 – 15 grudnia 1949)
- Leon Hartman (16 grudnia 1949 – 31 sierpnia 1950)
- Feliks Kaute (1 września 1950 – 31 sierpnia 1968)
- Eugeniusz Wyroda (1 września 1968 – 31 maja 1976)
- Wiesława Dymel (1 czerwca 1976 – 31 sierpnia 1982)
- Jan Szpara (1 września 1982 – 31 sierpnia 2003)
- Jarosław Durszewicz (1 września 2003 – 31 sierpnia 2012)
- Mariola Mańkowska (od 1 września 2012)

## Nauczyciele
- Mieczysław Sygnarski (1920–1939, 1945–1947)[7]
- Wilhelm Guttmann (1878–1902) – dyrektor

## Absolwenci
- Walter Leistikow (1865–1908) – artysta malarz, grafik; matura w 1884
- Emil Warmiński (1881–1909) – lekarz; matura w 1898
- Jan Klein (1885–1940) – ksiądz, historyk; matura w 1906
- Marian Rejewski (1905–1980) – matematyk i kryptolog; 1932/33 znalazł metodę odczytywania depesz zaszyfrowanych przez niemiecką Enigmę; matura w 1923
- Franciszek Dachtera (1910–1944) – ksiądz, nauczyciel, kapelan 62. Pułku Piechoty Wielkopolskiej; matura w 1928
- Florian Adrian (1913–1944) – lotnik wojskowy, pilot Dywizjonu 300, cichociemny, oficer Armii Krajowej, matura w 1933
- Antoni Kukliński – geograf i ekonomista, matura w 1947
- Kazimierz Hoffman (1928–2009) – poeta, matura w 1948
- Jerzy Hoffman – reżyser; matura w 1950
- Zygmunt Mackiewicz – chirurg, kierownik Katedry i Kliniki Chirurgii Ogólnej i Naczyniowej Akademii Medycznej w Bydgoszczy; matura w 1950
- Andrzej Baszkowski – publicysta, poeta, matura w 1951
- Bohdan Poręba – reżyser, matura w 1951
- Jerzy Zabczyk – matematyk, członek rzeczywisty PAN, matura w 1959
- Zdzisław Pruss – publicysta, poeta, pisarz, aktor kabaretu; matura w 1960
- Stanisław Woźniak – generał, dyplomata, zastępca sekretarza generalnego ONZ, dowódca Sił ONZ UNIFIL, matura w 1964.
- Wiesław Trzeciakowski – poeta, tłumacz literatury niemieckiej, matura w 1969
- Radosław Sikorski – polityk, były minister obrony narodowej (2005–2007) i minister spraw zagranicznych; matura w 1981
- Michał Paweł Markowski – profesor filozofii Uniwersytetu Jagiellońskiego w Krakowie; matura w 1981
- Mariusz Max Kolonko – dziennikarz; matura w 1981
- Piotr Salaber – muzyk, kompozytor, wokalista, aranżer, dyrygent, kierownik muzyczny Teatru Polskiego w Bydgoszczy; matura w 1984
- Tomasz Kwiatkowski – adiunkt na Wydziale Fizyki UAM, doktorat z astronomii. Zajmuje się badaniem planetoid oraz gwiazd zaćmieniowych. Kieruje zespołem budującym teleskop spektroskopowy, który docelowo będzie zdalnie sterowany poprzez Internet. Jego nazwiskiem została nazwana planetoida nr 7789, matura w 1984
- Wiesław Śmigiel – biskup pomocniczy pelpliński, doktor habilitowany teologii, matura w 1988
- Paweł Olszewski – poseł na Sejm RP V, VI, VII, VIII i IX kadencji, matura w 1998
- Roma Gąsiorowska – aktorka teatralna i filmowa, matura w 2000
- Piotr Adamski – model, „polski hydraulik”, uczestnik II edycji Tańca z gwiazdami, matura w 2003